# Society of Nematologists
Society of Nematologists (SON) – międzynarodowe stowarzyszenie nematologiczne.
Stowarzyszenie to zostało założone w 1961 roku, a w rok później odbyło się pierwsze spotkanie członków w Corvallis w Oregonie. Organizacja stanowi platformę wymiany informacji, organizuje spotkania oraz promuje wiedzę o nicieniach. Przy stowarzyszeniu działa założona 8 października 1999 roku w Kansas Nathan A. Cobb Nematology Foundation – fundacja nazwana na cześć Nathana Cobba odpowiedzialna za zbieranie darowizn na cele związane z badaniami nematologicznymi.
W ramach SON funkcjonuje kilkanaście komitetów skupiających się na celach szczegółowych. Stowarzyszenie wydaje od 1969 roku czasopismo naukowe Journal of Nematology.
Członkami honorowymi stowarzyszenia zostali: A. D. Baker, E. M. Buhrer, B. G. Chitwood, J. R. Christie, G. Thorne, A. L. Taylor, M. W. Allen, L. A. P. DeConnick, M. T. Franklin, H. R. Wallace, R. C. Baines, R. S. Pitcher, H. W. Reynolds, C. W. McBeth, J. N. Sasser, W. F. Mai, L. I. Miller, F. G. W. Jones, C. J. Nusbaum, J. W. Seinhorst, A. C. Tarjan, D. J. Raski, V. H. Dropkin, C. E. Taylor, H. J. Jensen, J. H. O'Bannon, K. R. Barker, M. Luc, S. D. Van Gundy, V. R. Ferris, B. Y. Endo, A. V. Coomans, István Andrássy, John M. Webster i Richard S. Hussey.
SON jest członkiem International Federation of Nematology Societies.